# Saltash
Saltash är en stad och civil parish i Cornwall i England. Folkmängden uppgick till 15 566 invånare 2011, på en yta av 3,83 km². Saltash ligger vid Tamarfloden, med Plymouth på andra sidan.